# Egbertje Leutscher-de Vries
Egbertje (Eibegien) Leutscher-de Vries (Uffelte, 22 oktober 1902 – Havelte, 14 augustus 2014) was vanaf 21 augustus 2012 tot haar overlijden twee jaar later de oudste ingezetene van Nederland. Ze werd geboren als vijfde kind in het gezin van Jakob de Vries en Mina Hoogeveen, en trad op 30 april 1926 in Havelte in het huwelijk met de eveneens 23-jarige Geert Leutscher.
Leutscher-de Vries was sinds het overlijden van Anna Goorman-Dommerholt op 13 juni 2012 de oudste vrouw van Nederland, en na de dood van Cornelis Geurtz, op 21 augustus 2012, werd ze tevens de oudste ingezetene.
Ze woonde sinds 2001 in woonzorgcentrum De Molenhof te Havelte. Op haar 111e verjaardag kreeg zij een telegram van koning Willem-Alexander en koningin Máxima.
Leutscher-de Vries overleed uiteindelijk twee maanden vóór haar 112e verjaardag. Slechts vier inwoners van Nederland werden ooit ouder dan zij.